# خوان پابلو سورین
خوان پابلو سورین (اسپانیایی: Juan Pablo Sorín‎؛ زادهٔ ۵ مهٔ ۱۹۷۶) بازیکن فوتبال اهل آرژانتین است. 

## تیم ملی
وی در تیم ملی فوتبال آرژانتین نیز بازی کرده‌است.